# 화천기공
화천기공(Hwacheon Machine Tool Co. Ltd.)은 대한민국의 공작기계 기업으로 화천기계에 공작기계를 납품한다. 본사는 광주시 광산구 하남산단4번로 123-17 (장덕동)에 위치해 있으며 대표이사는 권영두이다.

## 테마주
조국혁신당의 지지율이 급등하면서 조국 관련주로 강한 매수세가 몰리고 있는 것으로 보인다.

## 같이 보기
- 조국 (법학자)
- 공작기계

## 참고문헌
1. ↑  이경선, 화천기계 주가 덩실덩실...외국인 대량 차익매물도 척척 소화, 핀포인트뉴스, 2024.03.16